# 클리프 고먼
클리프 고먼(Cliff Gorman, 1936년 10월 13일~2002년 9월 5일)은 미국의 배우이다.
퀸스에서 태어났으며 맨해튼에서 사망하였다. 사인은 백혈병이다.

## 출연 작품
- 킬 더 푸어 (2006년)
- King of the Jungle (2000)
- 고스트 독 - 사무라이의 길 (1999년) - 소니 발레리오 역
- 페이션트 리포터 (1995년)
- 강철 형사 (1993년)
- 밤 그리고 도시 (1992년)
- 호파 (1992년)
- 영예의 표적 (1990년)
- 흑백 살인 (1990년)
- 엔젤 (1984년)
- 더 벙커 (1981년)
- 자글라 (1980년)
- 올 댓 재즈 (1979년)
- 독신녀 에리카 (1978년)
- 스트라이크 포스 (1975년)
- 로즈버드 (1975년)
- 클래스 63 (1973년)
- 밴드의 소년들 (1970년)

### 텔레비전
- 법과 질서 (1990년)